# Карамык (Андроповский район)
Карамык — упразднённый хутор в Андроповском районе Ставропольского края, входил в состав Александровского сельсовета:18.

## География
Хутор располагался в юго-западной части края, примерно в 2 км к северо-западу от хутора Лиман, в низовье балки Карамык (от ног. каратик, буквально — «крутой, отвесный яр»).

## История
В списках населённых мест Северо-Кавказского края 1925—1926 гг., упоминается хутор Карамык в составе Александровского сельсовета Курсавского района Ставропольского округа. В 1925 году хутор насчитывал 10 дворов с населением 54 человека (25 мужчин, 29 женщин):272—273, в 1926 году — 8 дворов с населением 48 человек (20 мужчин, 28 женщин):261. По данным переписи 1926 года, все жители Карамыка — украинцы:261.
В 1930 году на территории хутора Карамык образовался колхоз им. Коминтерна, который в 1951 году был присоединён к колхозу им. Сталина с центральной усадьбой на хуторе Весёлом:479.
В 1935 году введена новая сеть районов Северо-Кавказского края, хутор Карамык передан из Курсавского района в Нагутский. На топографической карте Генштаба Красной армии, составленной в 1942 году, в Карамыке значатся 23 двора; рядом с хутором отмечены школа и птицетоварная ферма. С августа 1942 года Карамык находился в оккупации. Освобождён 14 января 1943 года.
В 1953 году Нагутский район был упразднён, слившись с Курсавским в один Курсавский район. С 1963 года в связи с ликвидацией Курсавского района хутор Карамык передан в Минераловодский район Ставропольского края:18.
Решением Ставропольского краевого совета от 26 октября 1977 г. № 932 хутор Карамык исключён из учётных данных.